# Tetiana Komarnytska
Tetiana Borysivna Komarnytska –en ucraniano, Тетяна Борисівна Комарницька– (Jmelnytsky, URSS, 1 de noviembre de 1971) es una deportista ucraniana que compitió en lucha libre.
Ganó una medalla de bronce en el Campeonato Mundial de Lucha de 1995 y seis medallas en el Campeonato Europeo de Lucha entre los años 1993 y 2000.

## Palmarés internacional
| Campeonato Mundial | Campeonato Mundial      | Campeonato Mundial | Campeonato Mundial |
| Año                | Lugar                   | Medalla            | Categoría          |
| ------------------ | ----------------------- | ------------------ | ------------------ |
| 1995               | Moscú (Rusia)           | Medalla de bronce  | 75 kg              |
| Campeonato Europeo |                         |                    |                    |
| Año                | Lugar                   | Medalla            | Categoría          |
| 1993               | Ivánovo (Rusia)         | Medalla de plata   | 75 kg              |
| 1996               | Oslo (Noruega)          | Medalla de plata   | 75 kg              |
| 1997               | Varsovia (Polonia)      | Medalla de plata   | 75 kg              |
| 1998               | Bratislava (Eslovaquia) | Medalla de plata   | 75 kg              |
| 1999               | Götzis (Austria)        | Medalla de oro     | 75 kg              |
| 2000               | Budapest (Hungría)      | Medalla de oro     | 75 kg              |